# À l'intérieur
À l'intérieur (bokstavligen "inuti" eller "inomhus") är en fransk skräckfilm från 2007 regisserad av Alexandre Bustillo och Julien Maury.
Filmen inleds med en bilolycka. Sarah överlever, men förlorar sin make i samband med olyckan. Hon är också gravid med hans barn. Ett halvår senare är det julafton och Sarah börjar närma sig det förväntade datumet för barnets födelse. Då dyker en mystisk kvinna upp som verkar vara mycket intresserad av fostret.
Filmen är synnerligen blodig. En svensk kritiker beskrev den som "en våldsorgie som ställer många splatterfilmer i skamvrån". Den klumpas ofta ihop med den våg av extrema franska filmer som även inkluderar filmer som Trouble Every Day (2001), Switchblade Romance (2003) och Martyrs (2008).

## Rollista
- Alysson Paradis – Sarah
- Béatrice Dalle – den mystiska kvinnan